# Chiesa di Santa Maria Assunta (Calcinate)
La chiesa di Santa Maria Assunta è la parrocchiale di Calcinate, in provincia e diocesi di Bergamo; fa parte del vicariato di Calepio-Telgate.

## Storia
La prima citazione di una chiesa a Calcinate è da ricercarsi nell'atto notarile datato 14 febbraio 973 redatto per la vendita del locale castello e che era dedicata ai santi Maria, Quirico e Vittore.
 Tradizionalmente si stabilisce il 1147, come anno di erezione della parrocchia di Calcinate, ma è più plausibile che ciò avvenne nel XIII secolo, ovvero quando il paese divenne un libero comune. 
 Grazie ad uno scritto del 1260 si conosce che la chiesa calcinatese era compresa nella pieve foraniale di Ghisalba.
 Dagli atti relativi al sinodo diocesano del 1304 s'apprende che la suddetta chiesa era retta da un prete di nome Detesalvo.
 La chiesa fu riedificata nei primi anni del XVI secolo e consacrata nel 1505.
 Da quanto si scritto nella relazione della visita pastorale effettuata il 10 maggio 1535 dal vescovo di Bergamo Pietro Lippomano si deduce che l'edificio era, in generale, ben tenuto.
Grazie agli scritti relativi alla visita del 1575 dell'arcivescovo di Milano san Carlo Borromeo si sa che, allora, i fedeli erano 800.
 Tra la fine del Cinquecento e i primi anni del Seicento la chiesa fu ingrandita; poiché la chiesa era inagibile durante tali lavori, le celebrazioni si tenevano nell'oratorio di San Rocco. Nel 1626 venne eretto il campanile. 
Nella seconda metà del XVII secolo, però, la chiesa si rivelò insufficiente a soddisfare le esigenze della popolazione, come annotato dal vescovo Daniele Giustiniani durante la sua visita del 1667, e si decise, dunque, di riedificarla. La parrocchiale venne ricostruita tra il 1683 ed il 1745 su progetto di Filippo Juvarra e consacrata il 24 settembre 1843 dal vescovo Carlo Gritti Morlacchi. Nel 1884 il campanile subì su disegno di Antonio Piccinelli un parziale rifacimento per quanto riguarda la cella.
 Nel 1923 il vescovo Luigi Maria Marelli dispose che la parrocchia di Calcinate fosse aggregata alla vicaria di Mornico, ma nel 1926 tornò sui suoi passi e la chiesa tornò a far parte della vicaria di Ghisalba.
 
Il 28 giugno 1971 la chiesa passò alla neo-costituita zona pastorale XI, per poi essere aggregata il 27 maggio 1979 al vicariato di Calepio-Telgate. Nel 2010 venne rifatto il pavimento dell'edificio.

## Descrizione

### Interno
La chiesa conserva opere di un certo interesse artistico, in particolare: l'altare laterale del 1762 costruito da Bartolomeo Manni, la raffigurazione di Santa Maria Assunta realizzata da Francesco Coghetti, il Sacro Cuore di Gesù appare a santa Margherita Alacoque di Giovanni Cavalleri, la tela Madonna che porge lo scapolare al Beato Simone Stocke a papa Onorio III di Francesco Capella e, dello stesso autore, la Crocifissione tra i santi Valentino e Bonifacio.
Rilevante è pure la grande pala di Enea Salmeggia raffigurante la Madonna con Gesù Bambino in trono, san Domenico e santi firmata AENEAS SALMETIA BERGOM. F. MDCXXIII, forse eseguita con l'aiuto del figlio Francesco; del lavoro si conservano molti disegni preparatori.